# Underblomma
Underblomma (Mirabilis jalapa) är en art i familjen underblommeväxter och kommer ursprungligen från tropiska Amerika. Underblomman blev vetenskapligt beskriven 1753 men har sedan långt tidigare använts som vacker prydnadsblomma i tropiska områden över hela världen.
Arten är en flerårig ört och blir över 60 cm hög och kan i optimala lägen bli så hög som ca 120–150 cm.  
I Brasilien är plantan känd som clavillia, maravilha, eller bonina; i Peru kallas den för jalapa eller maravilla. På engelska kallas plantan för four o'clock plant.

## Härdighet och vinterförvaring
Växtligheten ovan jord fryser bort om det blir frost. Vissa källor hävdar att rötterna tar skada redan vid temperaturer på runt −5 ℃. Andra källor säger att de klara temperaturer på ner till ca −10 ℃ under kortare perioder. I Nordamerika kan blomman växa ända upp till ca zon 8. Med amerikanska enheter motsvarar zon 8 en lägsta temperatur på ca −6,7 ℃ till −12,2 ℃.
I ett land med kallare klimat går den att övervintra genom att rötterna grävs upp och förvaras på ett svalt och mörkt ställe under vintern. Gräv upp rötterna när den första frosten kommer och förvara dem mörkt och svalt, till exempel insvepta i torv, mossa eller tidningspapper tills våren kommer. Rötterna växer sig större för varje säsong och ger större blomningar för varje år.
Växten får vara ifred från betande djur då frön och rötter är giftiga, men det verkar inte vara så giftigt att det är dödligt. Växten har nämligen använts som medicinalväxt, bland annat av kulturer i Sydamerika.

## Jordmån och odlingsmiljö
Blomman trivs i nästan vilken trädgårdsjord som helst. Från sandiga lätta jordar till tunga leriga jordar, men föredrar näringsrik väldränerad jord i fullt solljus eller halvskugga. I varma klimat kan man ha problem med att den växer där man inte vill ha den. Men den växer också där inget annat vill växa. På sådana ställen, i den stekande solen längs efter väggar och betongmurar växer de till perfekta sfärer av gröna blad och blomstrande blommor.

## Förökning
Förökning med hjälp av frön är enkelt. Blomman producerar hundratals frön som skjuter skott efter 3–8 dagar i fuktig jord. Vill man inte föröka plantorna med frön så går det efter ett par säsonger att dela på rötterna och få fler plantor på det viset. Egenskapen att det går att dela på rötterna leder till att blomman kan bli ett ogräs i varmare klimat. Rötterna är nämligen svåra att få bort eftersom de bryts av. De bitar som blir kvar kan då fortsätta att växa och komma upp igen. Det är dock inte ett problem i kallt klimat där rötterna fryser bort.

## Blommornas färg och färgens ärftlighet
Blommorna blir mycket vackra och förekommer i många olika färger, bland annat vit, röd, rosa, violetta, gula eller flerfärgade.
Färgen på vita och röda blommor hos Mirabilis jalapa följer Gregor Mendels lagar om dominanta och recessiva anlag. Vad gäller nämnda "färganlag" så är dessa i detta fall recessiva och avkommans färg blir skär till 100 %. Men korsningar mellan rosa blommor kommer rent statistiskt att ge upphov till 1 röd blomma, 2 rosa blommor och 1 vit blomma, dvs 25 % röda, 50 % rosa och 25% vita.

## Blommorna och tid för blomning
Plantan blommar från juli till oktober och fröna mognar från augusti till oktober. Blommorna pollineras av insekter.
Blommorna har en söt doft och öppnar sig inte förrän sent på eftermiddagen. På grund av det kallas de ibland för ”klockan-fyra-blommor” (Four o'clock plant ). Tidpunkten då blommorna öppnar sig kan variera beroende på hur varmt klimatet är. 
Under svala höstdagar i Spanien kan blommorna vara öppna hela dagen och natten. Men på somrarna sluter sig blommorna vid tiotiden på morgonen på grund av hettan från solen. De öppnar sig först när solen gått ned.

## Blommornas doft
Ett mycket bra sätt att nyttja blommornas doft är att plantera dem i skydd från vinden, till exempel en liten sänka eller på ett annat ställe där det skapas skydd från vinden. Då får doftämnena möjlighet att ansamlas i den stilla kvällsluften.

Olika färgställningar
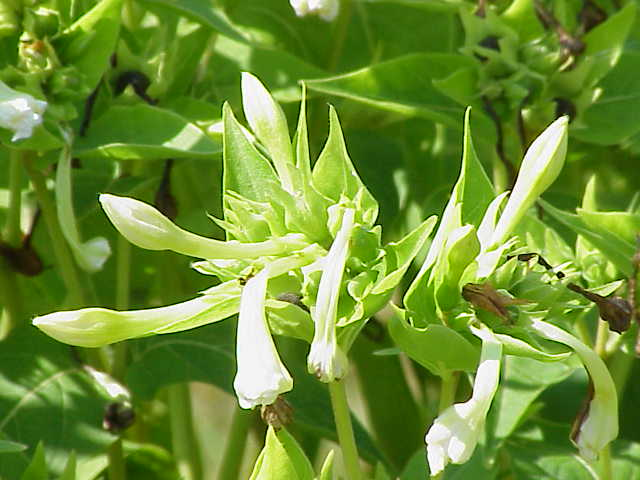
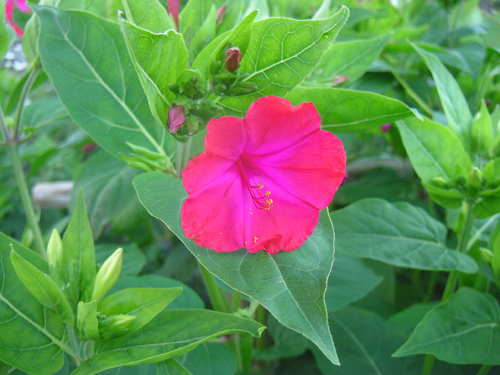
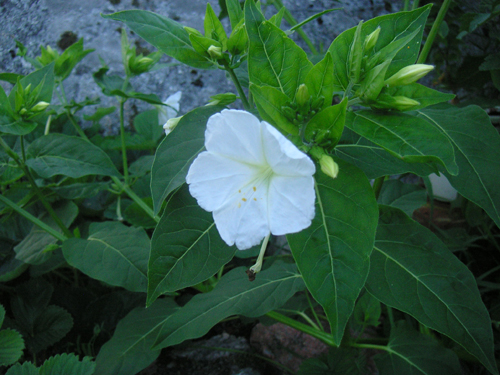
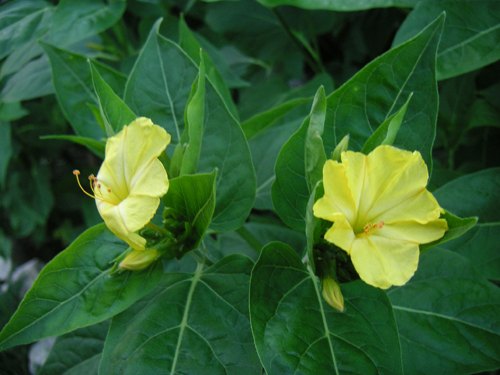

- Wikimedia Commons har media som rör Underblomma.